# Konstantin Jewgenjewitsch Pogorelow
Konstantin Jewgenjewitsch Pogorelow (russisch Константин Евгеньевич Погорелов; * 5. Juli 1984 in Moskau) ist ein russischer Bogenbiathlet und Skilangläufer.
Konstantin Pogorelow erreichte seine größten internationalen Erfolge 2007, als in Moskau zum bislang letzten Mal Bogenbiathlon-Weltmeisterschaften ausgetragen wurden. Im Sprintrennen gewann er hinter seinem Landsmann Pawel Borodin und vor dem Japaner Hiroyuki Urano die Silbermedaille. Dabei profitierte er von einer fehlerfreien Schießleistung. Nach fünf Schießfehlern im folgenden Verfolgungsrennen fiel er auf den achten Rang zurück. Besser verlief danach das Massenstartrennen. Bei drei Fehlern konnte Pogorelow Vid Vončina und Wladimir Jewtjukow auf die Plätze verweisen und die Goldmedaille gewinnen. Das Einzel beendete er nicht.
Im Skilanglauf startete Pogorelow zwischen 2001 und 2004 mehrfach im Skilanglauf-Continental-Cup und bei FIS-Rennen, ohne nennenswerte Ergebnisse zu erzielen.

## Belege
1. ↑  Sprintresultate (Seite nicht mehr abrufbar, festgestellt im März 2022. Suche in Webarchiven)  Info: Der Link wurde automatisch als defekt markiert. Bitte prüfe den Link gemäß Anleitung und entferne dann diesen Hinweis. (PDF; 212 kB)
2. ↑  Verfolgungsresultate (Seite nicht mehr abrufbar, festgestellt im März 2022. Suche in Webarchiven)  Info: Der Link wurde automatisch als defekt markiert. Bitte prüfe den Link gemäß Anleitung und entferne dann diesen Hinweis. (PDF; 209 kB)
3. ↑  Ergebnisse das Massenstarts (Seite nicht mehr abrufbar, festgestellt im März 2022. Suche in Webarchiven)  Info: Der Link wurde automatisch als defekt markiert. Bitte prüfe den Link gemäß Anleitung und entferne dann diesen Hinweis. (PDF; 210 kB)
4. ↑  Einzel-Ergebnisse (Seite nicht mehr abrufbar, festgestellt im März 2022. Suche in Webarchiven)  Info: Der Link wurde automatisch als defekt markiert. Bitte prüfe den Link gemäß Anleitung und entferne dann diesen Hinweis. (PDF; 213 kB)

| Personendaten    | Personendaten                                                      |
| ---------------- | ------------------------------------------------------------------ |
| NAME             | Pogorelow, Konstantin Jewgenjewitsch                               |
| ALTERNATIVNAMEN  | Pogorelov, Konstantin; Погорелов, Константин Евгеньевич (russisch) |
| KURZBESCHREIBUNG | russischer Bogenbiathlet                                           |
| GEBURTSDATUM     | 5. Juli 1984                                                       |
| GEBURTSORT       | Moskau                                                             |